# 鞘ヶ谷
鞘ヶ谷（さやがたに）は福岡県北九州市戸畑区の汎称地名。町名としては「西鞘ケ谷町」（にしさやがたにまち、郵便番号：804-0024）および「東鞘ケ谷町」（ひがしさやがたにまち、郵便番号：804-0023）がある。地元では、さいがたにと呼ばれている。

## 地理・概要
戸畑区市街地の南部に位置しており、八幡東区と隣接する市街地で、地区の北側から南西に国道3号戸畑バイパスが通っている。地区の中央を準用河川の天籟寺川が南北に流れ、上流部は源流となっている。地区の南部は丘陵地帯となっており、「美術の森公園」等に利用されている。また、丘陵地の地下部分を山陽新幹線の「北九州トンネル」が通っている。
住宅地の大半は、新日鉄八幡製鐵所の社宅「鞘ヶ谷アパート」があり、一部の敷地は新日鉄都市開発によってマンションおよび戸建て住宅地となっている。

## 由来
三方を山に囲まれた南北に細長い平地で、その地形が刀の鞘に似ていたことからついた名称である。

## イベント
- 鞘ヶ谷ホタルまつり（5月下旬）

## 主な施設
- 北九州市立美術館（美術の森公園内）
- 北九州市立鞘ヶ谷陸上競技場
- 北九州市立鞘ヶ谷小学校
- 北九州市立鞘ヶ谷市民センター
- 鞘ヶ谷ほたる公園
- スピナマート鞘ヶ谷店
- 鞘ヶ谷ガーデン 光と風の教会